# Вапрус (футбольный клуб, Пярну)
«Вапрус» (эст. Pärnu JK Vaprus) — эстонский футбольный клуб из города Пярну. Провёл несколько сезонов (2006—2008, 2017, 2018) в высшей лиге Эстонии. Вновь участник высшей лиги с 2021 года.

## История
Спортивный клуб «Вапрус» («Храбрость») основан в мае 1922 года. Его предшественником считается секция гимнастики пярнуской школы Карскусселтс, существовавшая с 1909 года. В клубе культивировались гимнастика, борьба, лёгкая атлетика, тяжёлая атлетика, бокс, плавание, лыжный спорт, велоспорт, хоккей с шайбой, настольный теннис, баскетбол, волейбол.
Основание футбольной секции клуба связано с именем Вильяма Пууста. В Пярну у клуба имелось не менее трёх футбольных команд, а также отделения в Раэкюле и Сурью. Футбольная команда «Вапрус» в межвоенный период не добивалась больших успехов и не участвовала в высшей лиге чемпионата Эстонии, но дважды была чемпионом города Пярну (1927, 1934). В 1937 году футбольное отделение «Вапруса» утратило самостоятельность, став частью пярнуского клуба «Калев».
В 1999 году футбольная команда «Вапрус» была возрождена усилиями игроков-любителей из района Раэкюла, при поддержке футболистов довоенного состава Александра Паду и Рейго Тынсберга и бизнесмена Иво Таха. В 2000 году клуб был заявлен в зональный турнир третьей лиги, в котором в дебютном сезоне одержал победу. В 2001 году стал обладателем «малого кубка» Эстонии (кубковый турнир для команд низших лиг), также принимал участие в неофициальных матчах и турнирах в Латвии и Финляндии. Два игрока клуба были отобраны в сборную Юга Эстонии для участия в Кубке регионов УЕФА.
В конце 2002 года клуб «Левадия» (Пярну) был ликвидирован и влился в состав «Вапруса», также «Вапрусу» было передано место в первой лиге Эстонии. Помимо этого, партнёрство с клубом заключили футбольная школа Марека Лемсалу и любительская команда «Пярну Патальони», что позволило усилить молодёжные составы клуба. Первый сезон на новом уровне был неудачен и клуб вылетел из первой лиги, однако затем два сезона подряд побеждал — в 2004 году во второй лиге и в 2005 году в первой лиге. Также в клубе была открыта секция пляжного футбола, где «Вапрусу» удалось стать чемпионом Эстонии.
В 2006—2008 годах «Вапрус» впервые выступал в высшей лиге. В дебютном сезоне клуб занял седьмое место, затем был восьмым и девятым и в итоге покинул элиту, уступив в переходных матчах клубу «Пайде». В 2009—2010 годах играл в первой лиге, но бороться за высокие места не смог.
В начале 2011 года три ведущих городских команды — «Вапрус», «Калев» и «Пярну ЯК» — объединились, сформировав клуб «Пярну Линнамеэсконд», место в первой лиге было передано ему. Одна из младших команд «Вапруса» — «Вапрус» из Вяндры — сохранила формальную независимость и продолжила играть в низших лигах.
В 2014 году пярнуский «Вапрус» был снова возрождён и заявился в четвёртую лигу. В 2017 году, после расформирования «Пярну Линнамеэсконд», место в высшей лиге было передано «Вапрусу». В сезоне 2017 года клуб финишировал девятым (фактически последним, но из-за дисквалификации «Калева Силламяэ» поднялся на строчку выше), в 2018 году стал десятым и опустился в первую лигу. В 2020 году «Вапрус» победил в первой лиге и вернулся в высший дивизион.

## Достижения
- Лучший результат в высшей лиге Эстонии — 7-е место (2006)
- Победитель первой лиги Эстонии: 2005, 2020
- Обладатель Малого кубка Эстонии: 2001

## Тренеры
- Антс Коммуссаар (1995—1996)
- Калев Паюла (2004—2008)
- Антс Коммуссаар (2008, с ноября)
- Герт Олеск (2009—2010)
- Райн Пылдме (2014)
- Таави Миденбритт (2015—2016)
- Марко Лелов (2017)
- Индрек Зелински (2018)
- Калев Паюла и Таави Миденбритт (2019)
- Таави Миденбритт (2020—2021)
- Дмитрий Калашников (2022)
- Игорь Принс (2022 — н.в.)